# Walter Hofmann
Walter Hofmann (n. 26 septembrie 1949, Sömmerda, Turingia, Germania) este un canoist ce a reprezentat Germania, medaliat olimpic. A participat la o ediție a Jocurilor Olimpice (1972) în care a câștigat o medalie de aur.

## Participări
Lista de mai jos prezintă principalele competiții la care a participat Walter Hofmann de-a lungul carierei.
- canoeing at the 1972 Summer Olympics – men's slalom C-2[*]